# Бархал (река)
Бархал (тур. Barhal Çayı; груз. პარხლისწყალი) — левый приток реки Чорох в северо-восточной части Турции, на территории ила Артвин. Течёт в Пархальском ущелье в историческом регионе Тао. Длина реки составляет около 60 км Площадь водосборного бассейна — 860 км².
Река берёт начало на юго-восточном склоне горы Качкар — самой высокой вершины Лазистанского хребта, в районе хребта Алтыпармак. Исток расположен вблизи села Яйлалар (тур. Yaylalar). В верхнем течении Бархал направляется на восток, затем делает дугу: поворачивает на север, затем снова на восток, и, пройдя к востоку от посёлка Алтыпармак (тур. Altıparmak), поворачивает на юг.
У села Алтыпармак в Бархал впадают потоки Хевеки, Арменхеви и Кобаки.
Впадает в Чорох в районе города Юсуфели.
После строительства плотины Юсуфели на реке Чорох, нижнее течение Бархала оказалось затоплено водохранилищем.
Бархал популярен среди любителей водного туризма. Река используется для рафтинга и каякинга, причём сложность порогов варьируется от II до VI категорий по международной классификации.